# Eric Norman Goddard
Eric Norman Goddard, britanski general, * 1897, † 1992.